# Morville (Florennes)
Pour les articles homonymes, voir Morville.
Morville (en wallon Marveye) est un village de l'Entre-Sambre-et-Meuse, en province de Namur (Belgique). Administrativement il fait aujourd'hui partie de la commune de Florennes située en Région wallonne. C'était une commune à part entière avant la fusion des communes de 1977.

## Géographie
La commune est bordée au nord-ouest par Flavion, au nord-est par Anthée, à l’est par Hastière-Lavaux, au sud par Gochenée, Soulme et Omezée, à l’ouest par Rosée. Elle est traversée d’ouest en est par la RN 97 Philippeville-Havelange et d’ouest en sud-est par la N 977 Biesme-Agimont.

## Évolution démographique
- Source: DGS, 1831 à 1970=recensements population, 1976= habitants au 31 décembre

## Histoire
Jusqu’à la fin du XIXe siècle, Morville était un hameau du village d’Anthée (bailliage de Bouvignes au comté de Namur puis département de Sambre-et-Meuse), localité de laquelle il a été détaché par l’Arrêté royal du 23 mai 1892. Cette scission est due à des raisons religieuses : une nouvelle église paroissiale avait été érigée à Anthée alors que les habitants du hameau de Morville en réclamaient une. Comme elle leur était refusée, ils passèrent en masse au protestantisme, firent venir un pasteur et construisirent un temple (chapelle).
l’histoire du village s'est longtemps confondue avec celle d’Anthée. La présence humaine y est très ancienne. On a retrouvé à Morville des vestiges d’habitations et d’exploitations métallurgiques romaines, voire pré-romaines. Au XVe siècle, il y existait une forge avec marteau et affinoir, encore en activité vers 1800. Elle appartenait alors aux Jacquier de Rosée. En 1602, la localité comptait 15 manants et 2 veuves ainsi que deux fermes, l’une à Gilles d’Orjou, l’autre à l’abbaye de Félipré, près de Givet, qui était propriétaire de bois
Une ligne de tram Dinant-Florennes (ligne 557) a été mise en service en septembre 1905. Les anciens hangars du tram dans la commune ont été convertis en 1976 en ateliers de scierie.

### Première Guerre mondiale
Le 25 août 1914, le lendemain de leur arrivée, les Allemands incendient 42 maisons, en dehors de tout combat. Trois civils sont abattus : un inconnu, fusillé; une habitante, tuée d’une balle en pleine poitrine, tirée de l'extérieur à travers la porte d'entrée; enfin, un homme assassiné lors du massacre général qui eut lieu à Surice.
L'église de Morville échappe à l’incendie mais est souillée et pillée de fond en comble.
À l’entrée du cimetière se trouve la tombe d’un soldat australien, Alfred William Askew, mort électrocuté le 25 décembre 1918. Originaire de Geelong (État de Victoria), il s’était engagé en 1916 et servait dans les troupes auxiliaires comme chauffeur d’ambulance.

### Seconde Guerre mondiale
Le 14 mai 1940, lors de la bataille de France, Morville est détruite par un bombardement de la Luftwaffe.
Récit de l'enfer du 14 mai 1940 vécu à Morville par le capitaine Massonie, médecin-chef du 125e R.I. avant l’arrivée de la 7e Panzerdivision de Rommel d'après l'ouvrage de Paul Berben et Bernard Iselin :

« (…) La route de Philippeville offre pareil spectacle de désolation. Toute l’aile droite de la 18e D.I. reflue à la suite de la perte des villages d’Onhaye et de Weillen. Pour les hommes du 125e R.I., pour les restes du 77e comme pour les cavaliers de la 1re D.L.C., le petit village de Morville est le troisième point de ralliement depuis la matinée.
La localité a déjà servi de cible aux bombardiers. Des camions calcinés, des caisses de munitions qui explosent attestent l’importance de ces ravages. Les lisières nord et est sont gardées par le 5e Dragons portés et un escadron du 19e Dragons; la périphérie sud appartient  à un autre escadron du 19e et au 1er bataillon du 125e. La compagnie de commandement de ce régiment s’y trouve, ainsi que de nombreux cavaliers et artilleurs, mais il n’y a plus qu’un seul canon de 25 en état de fonctionner.
Des chars sont repérés venant de la route de Dinant, mais une fois encore, l’attaque initiale vient du ciel.
Il est 16 h 30 environ, écrit le capitaine Massonie, médecin-chef du 125e R.I. L’accalmie va cesser. Du fond de l’horizon surgit déjà la masse sombre et dense des bombardiers ennemis. Ils piquent droit sur nous. Pendant plus de deux heures, deux longues heures, Morville va subir un terrible bombardement. Les mitrailleuses balaient les routes, les chevaux échappés galopent, les maisons tombent ...
Rien ne saurait dépeindre l’impression d’attente angoissée dans laquelle nous avons vécu ces longues heures, lorsqu’au fracas des explosions de bombes ou de torpilles se mêlaient celui des maisons qui s’effondrent, l’éclatement des caissons d’artillerie, le déchirement des rafales de mitrailleuses qui balaient la chaussée, le vrombissement et le bruit de sirène des gros bombardiers qui frôlent le toit des maisons.
A deux reprises, un bruit de puissante crécelle me fait sursauter; la façade du poste de secours vient d’être labourée par une rafale de mitrailleuse. Des ardoises, des vitres de la salle de pansement ont été brisées. Peut-être est-ce la croix rouge accrochée devant la porte qui nous a fait repérer et nous vaut cela ? Je la fais immédiatement enlever.
(...) À présent une accalmie; il est environ 19 h. (...) Des soldats de toutes armes refluent en courant : Les chars... Les chars ! ... »

## Patrimoine
- À gauche de l’entrée de l’église est fixée une stèle à la mémoire du lieutenant-colonel Amaury Durand de Villers, commandant le 5e Dragons Portés, et de ses hommes qui, le 14 mai 1940, ont retardé durant dix heures l’avance de la 7e Panzerdivision de Rommel. Le lendemain, cet officier, grand invalide de la Première Guerre mondiale, sera blessé mortellement à l’entrée de Couvin[7].
- L'église Saint-Alexandre. Construite en 1884 en style néo-roman[8].
- Ferme du Culot, rue de la Fosse. (XVIIIe et XIXe siècles)[9].
- Ferme du Bois de Bailly, située dans le bois de Bailly. Ferme en long de la 2e moitié du XIXe siècle[10].